# Islamia trichoniana
Islamia trichoniana is een slakkensoort uit de familie van de Hydrobiidae. De soort is endemisch in Griekenland.
De wetenschappelijke naam Islamia trichoniana is voor het eerst geldig gepubliceerd in 1979 door Radoman.